# 서부넓은이빨들쥐
서부넓은이빨들쥐(학명: Apodemus epimelas)는 붉은쥐의 일종이다. 유럽 남동부 지역에 분포한다. 근연종은 좀더 동쪽에서 발견되는 동부넓은이빨들쥐이다.

## 특징
작은 설치류로 꼬리 길이 102~146mm를 제외한 몸길이가 100~150mm, 발 길이가 24~28mm, 귀 길이는 17~22mm이다. 몸무게는 최대 56g이다. 등 쪽 털은 회색이고, 엉덩이 쪽에 거무스레한 색조를 띠는 반면에 배 쪽과 다리는 희다. 꼬리 길이가 몸길이보다 길다. 꼬리 윗면은 검고 아랫면은 희끄무레하다.

## 생태
땅 위에서 생활하는 육상성 동물이다.

## 분포 및 서식지
크로아티아와 보스니아 헤르체고비나, 몬테네그로, 알바니아, 마케도니아 공화국, 그리스, 불가리아 남부, 트라키아 해안을 따라 분포한다. 코르출라섬과 믈레트섬의 아드리아해에서도 발견된다. 건초 또는 관목이 덮인 해발 최대 1,600m의 암반 지역에서 서식한다.

## 보전 상태
특별한 멸종 위협 요인이 없고, 널리 분포하며 흔하게 발견되기 때문에 국제 자연 보전 연맹(IUCN)에서 "관심대상종"으로 분류하고 있다.